# 芦屋雁平
芦屋 雁平（あしや がんぺい、1939年5月20日 - 2015年12月11日）は、日本の喜劇俳優。京都府出身。兄は俳優の芦屋雁之助、芦屋小雁。本名は西部 重一。

## 出演作品

### テレビ
- 番頭はんと丁稚どん（1959年）
- 風 第8話「忍びの館」(1967年、TBS / 松竹) - 千太
- マキちゃん日記  (1969年)
- 大岡越前 (TBS / C.A.L)
  - 第3部 第9話「盗っ人仁義裁けなかった恋の道」（1972年8月7日） - お米の子分
- 伝七捕物帳第18話「紫房に散った闇奉行」（1974年、日本テレビ）- お屋敷作兵衛、雁之助・小雁と共演
- 破れ傘刀舟悪人狩り 第30話 「ささやいた死美人」（1975年、NET）- 文吉、雁之助・小雁と共演
- 水戸黄門（TBS / C.A.L）
  - 第18部
    - 第12話「非情の猿面暗殺団 -彦根-」（1988年11月28日）
    - 第23話「夢芝居!?八兵衛の若旦那 -京都-」（1989年2月20日）- 付き人

  - 第29部 第5話「波瀾万丈の旅立ち -甲府-」（2001年4月30日） - 伊八
- 暴れん坊将軍シリーズ（ANB）
  - 吉宗評判記 暴れん坊将軍 第193話「名もなく貧しき母子草」（1982年）- 長六
  - 暴れん坊将軍III
    - 第20話「さらわれたお葉」（1988年） - 権太
    - 第44話「母の情けの舞扇」（1988年） - 田島勘太夫

### 映画
- 番頭はんと丁稚どん（1960年）
- 続番頭はんと丁稚どん（1960年）
- 続々番頭はんと丁稚どん（1961年）
- 続々々番頭はんと丁稚どん チャンポン旅行（1961年）
- 秀才はんと鈍才どん（1961年）
- 雁ちゃんの警察日記（1962年）
- 城取り（1965年）
- のれん一代　女侠（1966年）
- 大番頭小番頭（1967年）
- 不良番長　口から出まかせ（1970年）
- 西のペテン師・東のサギ師（1971年）